# Catastrophe de la mine de Darr
La catastrophe de la mine de Darr est une explosion dans une mine de Pennsylvanie, aux États-Unis, qui provoque la mort de 239 mineurs, essentiellement des migrants d'Europe centrale et de l'Est, le 19 décembre 1907.